# Besart Abdurahimi
Besart Abdurahimi (Zágráb, 1990. július 31. –) macedón válogatott labdarúgó, jelenleg az Akritas Chlorakas játékosa.

## Magánélete
Abdurahimi 1990-ben született a horvátországi Zágrábban, albán szülők gyermekeként az észak-macedóniai Vrapčište állambeli Gradecből, ahova öt évvel korábban költöztek. 

## Nemzeti válogatott
2014-ben az albán média írt róla, hogy ő lehet az albán válogatott alternatívája, mivel albán nemzetiségű. 2014. május 14-én Besart meghívót kapott az Észak-Macedón válogatottól a 2014. május 26–30-i Kamerun és Katar elleni mérkőzésekre. 2014. május 26-án debütált Kamerun ellen. 2014. október 9-én, a Luxemburg elleni 3-2-re megnyert mérkőzésen a 92. percben szerezte első nemzetközi "győztes" gólját.
A macedón válogatottban 12 mérkőzést játszott, ahol 1 gólt szerzett.

## Statisztika
| Macedón válogatott | Macedón válogatott | Macedón válogatott |
| Időszak            | Mérk.              | gól                |
| ------------------ | ------------------ | ------------------ |
| 2014               | 5                  | 1                  |
| 2015               | 6                  | 0                  |
| Összesen           | 11                 | 1                  |